# 戴維思 (銀行家)
戴維思，阿伯索赫的戴維思男爵，CBE（Evan Mervyn Davies, Baron Davies of Abersoch，1952年—）英国銀行家，前工党国务大臣。。

## 生平
1997年12月起為該集團董事會成員。2001年11月起是渣打集團行政總裁，2006年11月起兼任主席，威爾斯已婚有兩子女，說流利英國威爾斯語言，喜好體育運動及威爾斯美術文化、音樂和閱讀等。

## 外部參考
- 渣打集團2007年年報，第62頁董事會成員簡介戴維思
- 渣打戴維思：建議將香港發展為人民幣結算中心 （页面存档备份，存于）